# MicroPython
MicroPython（マイクロパイソン）は、C言語で記述されマイクロコントローラ上での動作に最適化された、Python 3と高い互換性を持つプログラミング言語処理系である。 

## 概要
MicroPythonはマイコン上で動作する完全なPythonコンパイラおよびランタイムである。サポートされたコマンドを即時実行するための対話型プロンプト (REPL) も用意されている。MicroPythonにはPythonのコア・ライブラリのみならず、低レイヤへのアクセスを提供するモジュール群も含まれる。
MicroPythonはもともと、2013年にKickstarterでの資金集めに成功した後、オーストラリアのプログラマ・物理学者のダミアン・ジョージ（英: Damien George）により開発されたものである。元のKickstarterプロジェクトではpyboardというSTM32F4を搭載したマイコンボードと共にリリースされたものの、MicroPythonは多くのARMベースのアーキテクチャをサポートしている。メインラインでサポートされているのは ARM Cortex-M（STM32を使用した様々なボード、TI CC3200/WiPy、Teensy ボード、Nordic nRF シリーズ、SAMD21、SAMD51）、ESP8266、ESP32、16bit PIC、Unix、Windows、Zephyr、JavaScriptである。このほか、メインラインでサポートされていない様々なシステムやハードウェア向けに数多くのフォークがある。
2016年にはBBC Micro:bit 向けバージョンのMicroPythonが、BBCとのMicro Bitパートナーシップの一環としてPythonソフトウェア財団により開発された。
2017年7月には、MicroPythonのフォークとして、教育用途および簡単に使えることを主眼にしたCircuitPythonが作成された。MicroPythonとCircuitPythonでは、サポートするハードウェアが若干異なる（例えば、CircuitPythonは Atmel SAM D21とD51をサポートするが、ESP8266はサポートしない）。現在のCircuitPython version 4.0はMicroPython version 1.9.4に基づいている。 
2017年、MicrosemiはMicroPythonをRISC-V（RV32およびRV64）アーキテクチャへ移植している。
2021年1月、MicroPythonのRP2040（ARM Cortex-M0+アーキテクチャー、Raspberry Pi Picoその他で採用）への移植版が作成された。
ソースコードはGitHub上でMIT Licenseで公開されている。